# Vicent Sanhermelando Bellver
Vicent Sanhermelando Bellver (Alboraia, 1957) és un professor i escriptor valencià.
Llicenciat en psicologia per la Universitat de València, és autor de manuals de llengua i de material didàctic i psicopedagògic per a ESO i formació del professorat. La vocació literària ha estat tardana, i s'inicià amb relats curts per a passar després a novel·les per a públic infantil i juvenil. La seua obra ha estat reconeguda amb diversos premis, com el Premi Bancaixa de Narrativa Juvenil (2013), el Enric Valor de Narrativa Juvenil (2016), el Premi de Narrativa Juvenil Ciutat de Torrent (2022) o el Premi Samaruc, atorgat per l'Associació de Bibliotecaris Valencians al millor llibre infantil de l'any 2015.

## Obra
- El diari del pare (Tabarca, 2010)[4]
- Un pont sense baranes (Tabarca, 2012)[5]
- Esperant la lluna plena (Bromera, 2014)[6]
- El café de la malva (Tabarca, 2014)[7]
- Ximo Potter i el col·leccionista de mòbils (Bullent, 2015)[3]
- El 9 d'octubre (Tàndem, 2015)
- Pell de seda (Bullent, 2017)
- Estic insuportable, i què? (Bromera, 2018)
- Quan encara podíem somiar (Tabarca, 2020)
- In corpore sano (Bromera. 2023)
- El ball dels alacrans (Onada Edicions, 2023)
- M'he enamorat d'un ocupa (Tabarca, 2023)
- El llibre de la selva -adaptació- (Bromera 2023)

## Premis
- 2011 Finalista Premi Ciutat de Torrent per Un pont sense baranes
- 2013 Premi Bancaixa de Narrativa Juvenil (Premis Literaris Ciutat d'Alzira) per Esperant la lluna plena[8]
- 2014 Premi Jaume I d'Educació i Cultura. Ajuntament d'Alboraia
- 2016 Premi Samaruc modalitat de literatura infantil per Ximo Potter i el col·leccionista de mòbils[3]
- 2016 Premi Enric Valor de Narrativa juvenil per Pell de seda[9]
- 2018 Premi Vila de Teulada per Estic insuportable, i què?
- 2019 Finalista Premi Ciutat de Torrent per Quan encara podíem somiar
- 2022 Premi de Narrativa Juvenil Ciutat de Benicarló per El ball dels alacrans
- 2022 Premi de Narrativa Juvenil Ciutat de Torrent per M'he enamorat d'un ocupa